# Cape Runaway
Cape Runaway ist ein Kap im Opotiki District der Region Bay of Plenty auf der Nordinsel von Neuseeland.

## Namensherkunft
Das Kap erhielt am 31. Oktober 1769 seinen Namen durch den britischen Seefahrer und Entdecker Kapitän James Cook, als sich Boote der Māori in möglicherweise feindlicher Absicht der Endeavour näherten und Cook einen Kanonenschuss über ihre Köpfe hinweg anordnete. Die Māori flüchteten und Cook nannte daraufhin das Kap „Runaway“ (weglaufen).

## Geographie
Cape Runaway befindet sich rund 80 km nordöstlich von Opotiki und rund 53 km westnordwestlich vom East Cape, am östlichen Ende der 210 km breiten Bucht Bay of Plenty und am nördlichen Ende einer rund 3,2 km langen Landzunge, auf der sich die beiden Berge Paparinga mit 295 m und Tikirau mit 378 m erheben. Knapp 200 m nördlich des Kaps befinden sich vier kleine Inseln, von der die größere Otarawhata Island genannt wird.
Das Kap ist über Land nicht über Wanderwege oder Straßen zu erreichen.

## Bevölkerung
Das Gebiet südlich des Kaps war entsprechend dem Census von 2013 von 48 Personen bewohnt.

## Cape Runaway Lighthouse
Auf einem kleinen Sattel des Kaps befindet sich auf 54 m Höhe das Cape Runaway Lighthouse, das dort vollautomatisiert seinen Dienst verrichtet.